# 乔治·斯沃布里克
乔治·斯沃布里克（英語：George Swarbrick，1942年2月16日—），加拿大男子冰球运动员，场上位置是前锋。他曾代表加拿大参加1964年冬季奥林匹克运动会冰球比赛，获得第4名。